# John Dalrymple (6. hrabia Stair)
John Dalrymple, 6. hrabia Stair (ur. 1749, zm. 1821) był brytyjskim (szkockim) arystokratą i dyplomatą.
Jego ojcem był John Dalrymple, 5. hrabia Stair (1720–1789).
John odziedziczył tytuł 6. hrabiego Stair w 1789 roku. Podobnie jak jego prapradziadek John Dalrymple, 2. hrabia Stair, był posłem Wielkiej Brytanii w Polsce. Funkcję tę pełnił w latach 1782-1784.
W latach 1778–1787 korespondował z Robertem Murrayem Keithem brytyjskim przedstawicielem w Austrii.
Jego synem był John William Henry Dalrymple, 7. hrabia Stair (1784-1840).